# سد پیچیو
سد پیچیو (به اسپانیایی: Embalse de Pichi Picún Leufú) یک سد و نیروگاه برقابی در آرژانتین است که در Patagonía واقع شده‌ است .